# Новиково (Рязанская область)
Но́виково — деревня в Рязанской области России. Входит в состав городского округа Скопин.

## География
Деревня расположена в юго-западной части Рязанской области, на расстоянии примерно 2 км (по прямой) к западу от города Скопин, административного центра округа.

### Часовой пояс
Деревня Новиково как и вся Рязанская область, находится в часовой зоне МСК (московское время). Смещение применяемого времени относительно UTC составляет +3:00.

## Население
| 1859 | 1897 | 1906 | 2010 | 2023 |
| ---- | ---- | ---- | ---- | ---- |
| 510  | ↗841 | ↗901 | ↘435 | ↘372 |